# Малый медоуказчик
Малый медоуказчик (лат. Indicator minor) — вид птиц из семейства медоуказчиковых. Выделяют 8 подвидов, при этом Indicator minor conirostris — Толстоклювый медоуказчик некоторыми учеными выделяется в отдельный вид.

## Распространение
Обитают на территории Ангола, Бенина, Ботсваны, Буркина-Фасо, Бурунди, Камеруна, ЦАР, Чада, Республики Конго, Демократической Республики Конго, Кот-д’Ивуара, Экваториальной Гвинеи, Эритреи, Эфиопии, Габона, Гамбии, Ганы, Гвинеи, Гвинеи-Бисау, Кении, Лесото, Либерии, Малави, Мали, Мозамбика, Намибии, Нигера, Нигерии, Руанды, Сенегала, Сьерра-Леоне, Сомали, ЮАР, Судана, Эсватини, Танзании, Того, Уганды, Замбии и Зимбабве.

## Описание
Длина тела около 14—16 см, вес 21—39 г, изредка до 50 г. У обоих полов номинативного подвида верхняя часть тела тёмно-серовато-зелёного цвета.

## Биология
Питаются пчелиным воском, а также некоторыми видами пчёл.

## Охранный статус
МСОП присвоил виду охранный статус LC.